# Mary Broadhurst
Mary Adelaide Broadhurst (* 23. Mai 1860 Chorlton-on-Medlock, Manchester; † 8. Dezember 1928 in South Kensington, London) war eine englisch-britische Lehrerin, Agrarreformerin und Suffragette und Gründungsvorsitzende der National Political League (NPL). MIt der NPL gründete den National Land Council, der während des Ersten Weltkriegs Frauen für die Arbeit auf dem Land ausbildete. Nach dem Krieg setzte sie sich mit der NPL für die Rechte Palästinas ein und wehrte sich gegen den Aufstieg des Bolschewismus.

## Leben

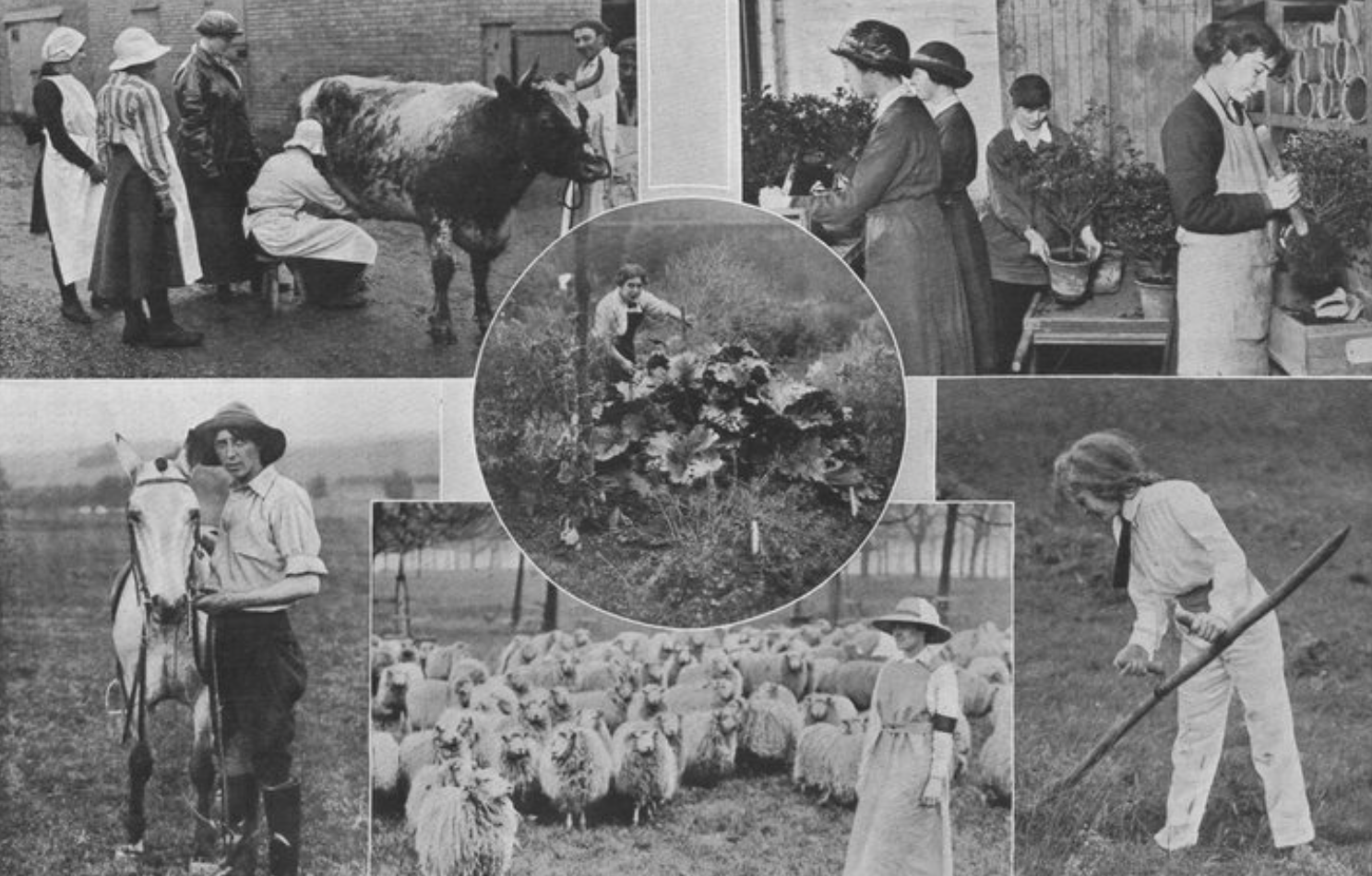
Frauen in der Ausbildung beim National Land Council, 1916

Broadhurst wurde als ältestes Kind von Maria (geborene Hutchinson) und William Broadhurst geboren. Ihr Vater war Stadtverordneter in Manchester, Buchhalter und Rechnungsprüfer. Sie erwarb einen MA-Abschluss an der University of London und unterrichtete anschließend am Liverpool Ladies' College. Im Jahr 1880 zog sie nach Glasgow und arbeitete als Lehrerin für Naturwissenschaften an der Park School for Girls in Glasgow. Sie bemühte sich um die Einführung von praktischem Laborunterricht in den Naturwissenschaften und trat 1882 auch der Glasgow Natural History Society bei.
Broadhursts öffentliches Leben begann als Anführerin der Frauenwahlrechtsbewegung Sie und Margaret Milne Farquharson waren bezahlte Organisatorinnen der Women’s Freedom League für Liverpool. Allerdings konnte die WFL sich nicht gegenüber der Women’s Social and Political Union (WSPU) etablieren. Die bezahlten Stellen in Liverpool wurden nach Januar 1909 nicht mehr unterstützt.
1911 wurde die National Political League (NPL) mit Sitz in London gegründet, deren Präsidentin Broadhurst wurde, mit Farquharson als Sekretärin. Das Hauptziel der NPL war die Förderung sozialer und politischer Reformen auf überparteilicher Basis und sie versammelte vornehmlich konservative Suffragetten. Zu den Unterstützern der Liga gehörten zum Beispiel die Suffragette und Geldgeberin Janie Allan, die Sozialistin Ethel Snowden, die Suffragette Laura Ainsworth oder die Politiker George Lansbury und John Scurr. 1913 organisierte die NPL ein Treffen in der Kingsway Hall, bei dem 1.500 Menschen, darunter George Bernard Shaw, zusammenkamen, um über die Zwangsernährung hungerstreikender Suffragetten zu diskutieren und dagegen zu protestieren. Über das Treffen wurde wortwörtlich das Innenministerium unterrichtet.
Nach Kriegsende bis 1922 entwickelte die NPL Sympathien für die Palästinenser und Araber, die sich über das Wirken des Zionismus in Palästina beschwerten. Es scheint, dass die NPL die arabische Sache unterstützte, da sie die Unterstützung der britischen Regierung für den Zionismus ablehnte und dies sowie den Aufstieg des Bolschewismus bekämpfen wollte. Frances E. Newton wurde Mitglied und sie, Broadhurst und Farquharson setzten sich in Schreiben an die Times, das Parlament, das House of Lords und verschiedene Ministerien für diese Sache ein.
Diese mehr zufällige Verschiebung führte dazu, dass die NPL als ein Sammelbecken für Agitation gegen die Balfour-Deklaration wurde. In Folge wurde sie von der britischen Polizei überwacht und Mitglieder des britischen Regierungskabinetts wurden angewiesen, sie zu meiden. 
Broadhurst starb 1928. Farquharson folgte ihr als Vorsitzende der NPL nach.